# Estland i olympiska sommarspelen 2004
Estland i olympiska sommarspelen 2004 bestod av 42 idrottare som blivit uttagna av Estlands olympiska kommitté.

## Brottning
Grekisk-romersk
| Tarvi Thomberg | 84 kg | Metodiev (BUL) L 0–3 | Daragan (UKR) L 0–3 | Yerlikaya (TUR) L 0–3 | 4 | Gick inte vidare | Gick inte vidare | Gick inte vidare | 19 |

## Cykling

### Mountainbike
| Idrottare    | Gren                  | Tid           | Placering |
| ------------ | --------------------- | ------------- | --------- |
| Sigvard Kukk | Herrarnas terränglopp | LAP (–2 varv) | 41        |

### Landsväg
| Idrottare     | Gren                | Tid             | Placering       |
| ------------- | ------------------- | --------------- | --------------- |
| Andrus Aug    | Herrarnas linjelopp | Fullföljde inte | Fullföljde inte |
| Jaan Kirsipuu | Herrarnas linjelopp | Fullföljde inte | Fullföljde inte |
| Erki Pütsep   | Herrarnas linjelopp | Fullföljde inte | Fullföljde inte |
| Janek Tombak  | Herrarnas linjelopp | 5:50:35         | 61              |
| Maaris Meier  | Damernas linjelopp  | Fullföljde inte | Fullföljde inte |

## Friidrott
Herrar
Bana, maraton och gång
| Idrottare      | Gren           | Heat     | Heat      | Kvartsfinal      | Kvartsfinal      | Semifinal        | Semifinal        | Final            | Final            |
| Idrottare      | Gren           | Resultat | Placering | Resultat         | Placering        | Resultat         | Placering        | Resultat         | Placering        |
| -------------- | -------------- | -------- | --------- | ---------------- | ---------------- | ---------------- | ---------------- | ---------------- | ---------------- |
| Tarmo Jallai   | 110 meter häck | 13.77    | 6         | Gick inte vidare | Gick inte vidare | Gick inte vidare | Gick inte vidare | Gick inte vidare | Gick inte vidare |
| Pavel Loskutov | Maraton        | i.u.     | i.u.      | i.u.             | i.u.             | i.u.             | i.u.             | 2:18:09          | 26               |

Fältgrenar och tiokamp
| Idrottare          | Gren           | Kval     | Kval      | Final            | Final            |
| Idrottare          | Gren           | Resultat | Placering | Resultat         | Placering        |
| ------------------ | -------------- | -------- | --------- | ---------------- | ---------------- |
| Marko Aleksejev    | Höjdhopp       | 2.15     | =31       | Gick inte vidare | Gick inte vidare |
| Lauri Leis         | Tresteg        | 16.18    | 33        | Gick inte vidare | Gick inte vidare |
| Taavi Peetre       | Kulstötning    | 19.14    | 26        | Gick inte vidare | Gick inte vidare |
| Gerd Kanter        | Diskuskastning | 60.05    | 19        | Gick inte vidare | Gick inte vidare |
| Aleksander Tammert | Diskuskastning | 65.70    | 2 Q       | 66.66            | 3                |
| Andrus Värnik      | Spjutkastning  | 83.25    | 5 Q       | 83.25            | 5                |

Herrar
Kombinerade grenar - Tiokamp
| Friidrottare   | Gren     | 100 m | LJ   | SP    | HJ   | 400 m | 110H  | DT    | PV   | JT    | 1500 m  | Final | Placering |
| -------------- | -------- | ----- | ---- | ----- | ---- | ----- | ----- | ----- | ---- | ----- | ------- | ----- | --------- |
| Erki Nool      | Resultat | 10.80 | 7.53 | 14.26 | 1.88 | 48.81 | 14.80 | 42.05 | 5.40 | 61.33 | 4:36.33 | 8235  | 8         |
| Erki Nool      | Poäng    | 906   | 942  | 744   | 696  | 870   | 874   | 706   | 1035 | 758   | 704     | 8235  | 8         |
| Kristjan Rahnu | Resultat | 10.77 | NM   | 14.45 | DNS  | –     | –     | –     | –    | –     | –       | DNF   | DNF       |
| Kristjan Rahnu | Poäng    | 912   | 0    | 756   | 0    | –     | –     | –     | –    | –     | –       | DNF   | DNF       |
| Indrek Turi    | Resultat | 11.08 | 6.91 | 13.62 | 2.03 | 51.67 | 14.26 | 39.83 | 4.80 | 59.34 | 4:50.01 | 7708  | 23        |
| Indrek Turi    | Poäng    | 843   | 792  | 705   | 831  | 739   | 941   | 661   | 849  | 728   | 619     | 7708  | 23        |

Damer
Bana, maraton och gång
| Egle Uljas   | 400 meter | 51.91 NR | 5 q  | 53.13 | 8    | Gick inte vidare | Gick inte vidare |
| Jane Salumäe | Maraton   | i.u.     | i.u. | i.u.  | i.u. | 2:48:47          | 44               |

Fältgrenar och sjukamp
| Idrottare    | Gren           | Kval     | Kval      | Final            | Final            |
| Idrottare    | Gren           | Resultat | Placering | Resultat         | Placering        |
| Final        | Placering      |          |           |                  |                  |
| ------------ | -------------- | -------- | --------- | ---------------- | ---------------- |
| Eha Rünne    | Diskuskastning | 54.82    | 37        | Gick inte vidare | Gick inte vidare |
| Moonika Aava | Spjutkastning  | 54.96    | 33        | Gick inte vidare | Gick inte vidare |

## Judo
Herrar
| Idrottare        | Gren                     | 32-delsfinal         | Sextondelsfinal                 | Åttondelsfinal              | Kvartsfinal              | Semifinal            | Final                | Final             |
| Idrottare        | Gren                     | Motståndare Resultat | Motståndare Resultat            | Motståndare Resultat        | Motståndare Resultat     | Motståndare Resultat | Motståndare Resultat | Placering         |
| ---------------- | ------------------------ | -------------------- | ------------------------------- | --------------------------- | ------------------------ | -------------------- | -------------------- | ----------------- |
| Aleksei Budõlin  | Halv mellanvikt (-81 kg) | BYE                  | Mamrikishvili (GEO) W 0110–0100 | Canto (BRA) L 0010–0011     | Gick inte vidare         | Gick inte vidare     | Gick inte vidare     | Gick inte vidare  |
| Indrek Pertelson | Tungvikt (+100 kg)       | i.u.                 | Bouaichaoui (ALG) W 1010–0001   | Tangriyev (UZB) W 0021–0010 | Tmenov (RUS) L 0001–1110 | Gick inte vidare*    | Gick inte vidare*    | Gick inte vidare* |

* Gick till återkval
Repechage
| Idrottare        | Gren               | Omgång 1             | Omgång 2                    | Omgång 3                    | Bronsmatch                   | Bronsmatch |
| Idrottare        | Gren               | Motståndare Resultat | Motståndare Resultat        | Motståndare Resultat        | Motståndare Resultat         | Placering  |
| ---------------- | ------------------ | -------------------- | --------------------------- | --------------------------- | ---------------------------- | ---------- |
| Indrek Pertelson | Tungvikt (+100 kg) | BYE                  | Hernandes (BRA) W 1110–0100 | Tataroğlu (TUR) W 0200–0100 | Bianchessi (ITA) W 1000–0000 | 3          |

## Rodd
Herrar
| Idrottare                                             | Gren          | Heat    | Heat      | Återkval | Återkval  | Semifinal | Semifinal | Final   | Final     | Final |
| Idrottare                                             | Gren          | Tid     | Placering | Tid      | Placering | Tid       | Placering | Tid     | Placering |       |
| ----------------------------------------------------- | ------------- | ------- | --------- | -------- | --------- | --------- | --------- | ------- | --------- | ----- |
| Jüri Jaanson                                          | Singelsculler | 7:13,74 | 1 SA/B/C  | BYE      | BYE       | 6:47,36   | 1 FA      | 6:51,42 | 2         |       |
| Tõnu Endrekson Leonid Gulov                           | Dubbelsculler | 6:58,80 | 3 SA/B    | BYE      | BYE       | 6:12,80   | 2 FA      | 6:35,30 | 4         |       |
| Andrei Jämsä Igor Kuzmin Andrei Šilin Oleg Vinogradov | Scullerfyra   | 5:45,56 | 2 SA/B    | BYE      | BYE       | 5:44,90   | 2 FB      | 6:05,11 | 9         |       |

## Segling
Herrar
| Seglare      | Gren      | Lopp | Lopp | Lopp | Lopp | Lopp | Lopp | Lopp | Lopp | Lopp | Lopp | Lopp | Summerad poäng | Finalplacering |
| Seglare      | Gren      | 1    | 2    | 3    | 4    | 5    | 6    | 7    | 8    | 9    | 10   | M*   | Summerad poäng | Finalplacering |
| ------------ | --------- | ---- | ---- | ---- | ---- | ---- | ---- | ---- | ---- | ---- | ---- | ---- | -------------- | -------------- |
| Imre Taveter | Finnjolle | 25   | 23   | 24   | 23   | 23   | 21   | 18   | 24   | 22   | 25   | 18   | 221            | 25             |

M = Medaljlopp; EL = Eliminerad – gick inte vidare till medaljloppet;

## Tennis
| Spelare               | Gren      | Omgång 1                      | Omgång 2                        | Åttondelsfinaler  | Kvartsfinaler     | Semifinaler       | Final / BM        | Final / BM       |
| Spelare               | Gren      | Motståndare Poäng             | Motståndare Poäng               | Motståndare Poäng | Motståndare Poäng | Motståndare Poäng | Motståndare Poäng | Placering        |
| --------------------- | --------- | ----------------------------- | ------------------------------- | ----------------- | ----------------- | ----------------- | ----------------- | ---------------- |
| Kaia Kanepi           | Damsingel | Cho Y-J (KOR) L 6–7(1–7), 1–6 | Gick inte vidare                | Gick inte vidare  | Gick inte vidare  | Gick inte vidare  | Gick inte vidare  | Gick inte vidare |
| Maret Ani Kaia Kanepi | Damdubbel | i.u.                          | Molik / Stubbs (AUS) L 4–6, 1–6 | Gick inte vidare  | Gick inte vidare  | Gick inte vidare  | Gick inte vidare  | Gick inte vidare |

## Triathlon
| Triathlet    | Gren                | Simning (1,5 km) | Trans 1 | Cykling (40 km) | Trans 2 | Löpning (10 km) | Total tid  | Placering |
| ------------ | ------------------- | ---------------- | ------- | --------------- | ------- | --------------- | ---------- | --------- |
| Marko Albert | Herrarnas triathlon | 18:01            | 0:17    | 1:01:48         | 0:19    | 35:37           | 1:55:26,59 | 21        |